# Daniellia
Genre
Classification phylogénétique
Daniellia est un genre de plantes à fleurs dicotylédones de la famille des Fabaceae, sous-famille des Caesalpinioideae, originaire d'Afrique tropicale, qui comprend huit espèces acceptées.

## Liste d'espèces
Selon The Plant List (6 novembre 2018) :
- Daniellia alsteeniana P.A.Duvign.
- Daniellia klainei A.Chev.
- Daniellia oblonga Oliv.
- Daniellia ogea (Harms) Holland
- Daniellia oliveri (Rolfe) Hutch. & Dalziel
- Daniellia pynaertii De Wild.
- Daniellia soyauxii (Harms) Rolfe
- Daniellia thurifera Benn.